# Immendorf (Salzgitter)
Immendorf ist einer der insgesamt 31 Stadtteile der kreisfreien Stadt Salzgitter in Niedersachsen, gelegen in der Ortschaft Ost. Immendorf gehörte bis zum 31. März 1942 zum Landkreis Wolfenbüttel und wurde durch einen Verwaltungsakt am 1. April 1942 ein Teil der Großstadt Watenstedt-Salzgitter. Am 23. Januar 1951 wurde diese amtlich in Salzgitter umbenannt.

## Geschichte

### Ortsname und Gründung
Die erste schriftliche Erwähnung des Ortsnamens ist aus einer Hildesheimer Urkunde vom 18. April 1175 über einen Rechtsstreit überliefert, in der ein Reimbreit de Immenthorp als Zeuge unterzeichnet hatte.
Das Basiswort des Ortsnamens verweist auf den altsächsischen Vornamen Immo, so dass der Name als „Siedlung des Immo“ gedeutet werden kann. Frühe Ortsnamen sind Immenthorp (aus Erstnennung 1175), Immendorp (Name des Ortes 1220 oder 1223), Jmmendorp (1318), Ymmedorpe (1368–70), Ummendorpe (1382) und Ymmendorppe (1401). 1542 erscheint in einem Kirchenvisitationsbericht erstmals der Name Immendorf und wird seitdem durchgängig verwendet.
Ortsnamen, die auf -dorf enden, gibt es in Salzgitter auch mit Ohlendorf und Hallendorf. Diese Namensgebung findet man häufig bei Ortsgründungen aus dem 9. bis 12. Jahrhundert, so dass auch Immendorf wohl in dieser Zeit gegründet wurde.

### Zugehörigkeit des Ortes
Der Ort lag an der Kreuzung zweier wichtiger Heerstraßen: Von Süden nach Norden führte die Frankfurter Heerstraße von Seesen nach Braunschweig. Von Südwesten kam die Heerstraße von Lichtenberg/Salder und führte weiter nach Wolfenbüttel. Seit 1584 stand in Immendorf an der Frankfurter Heerstraße im Zuge der hier verlaufenden braunschweigischen Landesgrenze (genannt Immendorfer Damm) eine Zollstation.
In einer Urkunde von 1368, in der zum ersten Mal das Gericht Beddingen erwähnt wird, werden die dazugehörenden Orte aufgeführt. Neben Immendorf gehörten auch die Orte Köchingen, Wierthe, Vallstedt, Alvesse (alle Gemeinde Vechelde), Stiddien, Geitelde, Leiferde (alle Stadt Braunschweig), Üfingen, Sauingen, Bleckenstedt, Beddingen, Drütte, Thiede (alle Stadt Salzgitter), Fümmelse, Groß Stöckheim, Adersheim und Halchter (alle Stadt Wolfenbüttel) dem Gericht an. Das Gericht gehörte bis zum 14. Jahrhundert zum Bistum Hildesheim, seit 1406 gehört es zum Herzogtum Braunschweig-Lüneburg. Gut die Hälfte des Dorfes, nämlich 34 Hufen, gehörten im 14. Jahrhundert den Herzögen von Braunschweig-Wolfenbüttel. Diese verlehnten ihr Land 1318 an die Familie von Dorstadt, der auch das Patronat über die Kirche zufiel.
In der Napoleonischen Zeit des Königreichs Westphalen (1807 bis 1813) gehörte Immendorf zum Landkanton Westliches Wolfenbüttel und damit zum Distrikt Braunschweig im Departement der Oker. Nach dem Wiener Kongress 1814/15 wurde das Herzogtum Braunschweig in den Grenzen des alten Fürstentums wiederhergestellt. Die ehemaligen Kantone Westliches und Östliches Wolfenbüttel wurden aufgelöst und zum Kreisgericht Wolfenbüttel zusammengelegt, das 1832 zur Kreisdirektion Wolfenbüttel wurde.
Nach Ende des Ersten Weltkrieges wurde der Freistaat Braunschweig zum Nachfolger des Herzogtum Braunschweigs – ab 1933 als „Land Braunschweig“ – und Immendorf wurde ein Teil des Kreises Wolfenbüttel. Seit dem 1. April 1942 gehört der Ort der neugegründeten Stadt Watenstedt-Salzgitter an – dem heutigen Salzgitter. Mit der Gebietsreform vom 1. April 1972 wurden in Salzgitter sieben Ortschaften gebildet, Immendorf gehört seitdem zur Ortschaft Ost.

### Landwirtschaft

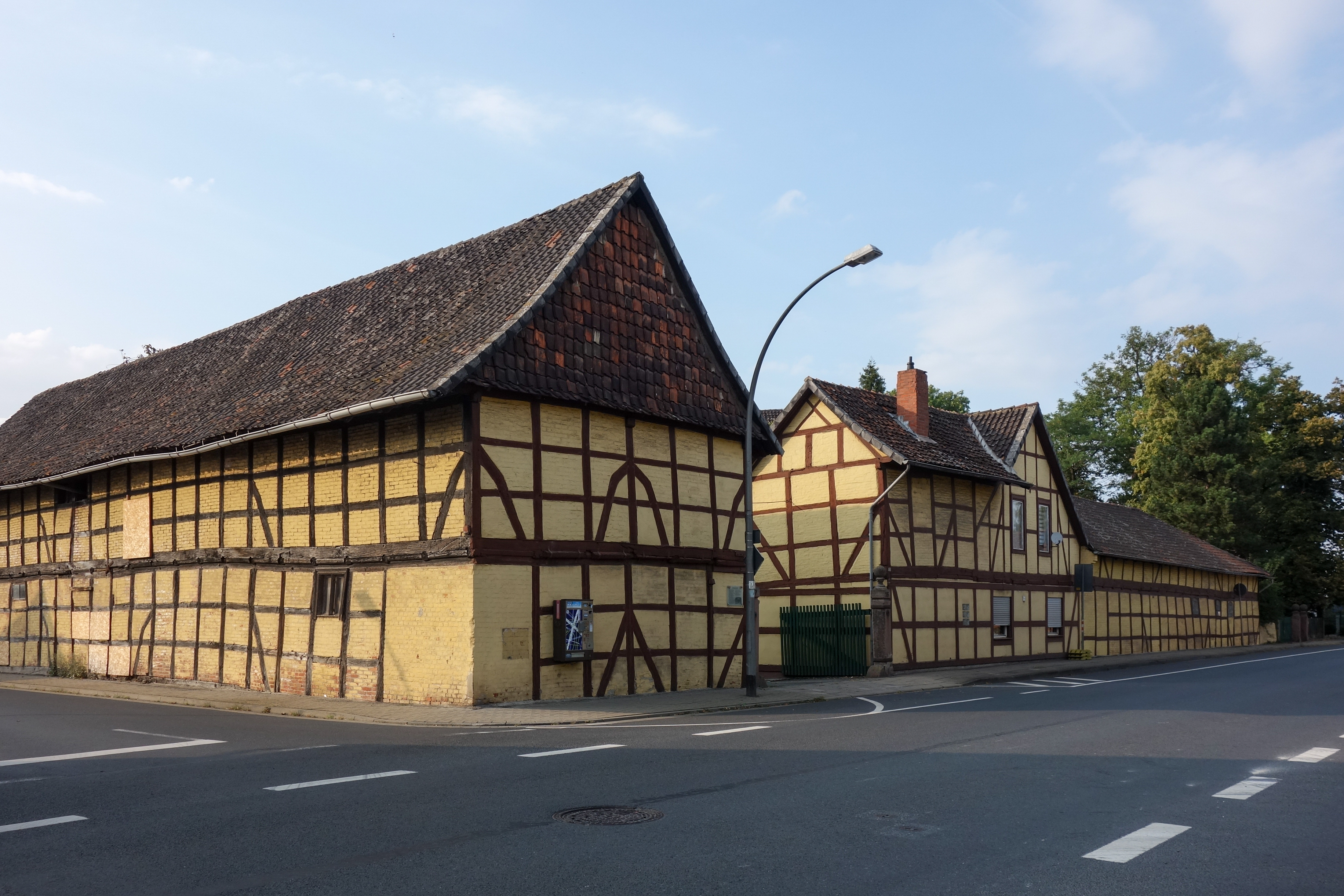
Ehemaliger Hof Ass.-Nr. 1 in Immendorf

In einem Erbregister von 1566 wurden für Immendorf fünf Ackerhöfe, ein Halbspännerhof und elf Kothöfe aufgeführt, 1625/26 gab es insgesamt 20 Höfe. Im Dreißigjährigen Krieg fielen ein Halbspännerhof und zwei Ackerhöfe wüst, erst 1740 gab es wieder fünf Ackerhöfe und vierzehn Kothöfe. Zum Ort gehörte eine etwa 1100 Morgen große Feldmark und ein Forst, den Immendorf aber mit den benachbarten Orten Drütte und Adersheim teilen musste.
In den Jahren 1843 bis 1845 wurde die Auflösung der Meier-Verhältnisse (Pachtverhältnisse) und die Ablösung des Zehnten betrieben. Damit wurden die Bauern nach über 1000 Jahren Eigentümer des von ihnen bewirtschaften Landes. Zur Entschädigung der Eigner wurde das 18fache des bisherigen jährlichen Reinertrages festgelegt, bei den Geldleistungen das 25fache. Das benötigte Kapital konnten sich die Bauern zu günstigen Bedingungen beim 1765 von Herzog Karl I. gegründeten „Herzoglichen Leyhaus in Braunschweig“ borgen. Zeitgleich wurde die Verkoppelung (auch Separation oder Flurbereinigung genannt) begonnen. In dieser wurde die über Jahrhunderte beibehaltene Dreifelderwirtschaft aufgelöst, die bisher weit verstreut liegenden Ackerstücke wurden zusammengelegt und unter Berücksichtigung von Größe und Bodenqualität neu aufgeteilt. Die Flurbereinigung in Immendorf wurde 1848 abgeschlossen.
Für den Aufbau der Reichswerke Hermann Göring ab 1937 wurde durch die Reichsumsiedlungsgesellschaft etwa die Hälfte der Immendorfer Feldmark aufgekauft. Drei Landwirte aus Immendorf wurden nach außerhalb umgesiedelt. Durch die Ansiedlung der Großindustrie hat das Dorf seinen überwiegend landwirtschaftlichen Charakter eingebüßt. Im Jahr 2013 wurden nur noch 42 % der Gesamtfläche von 231 ha landwirtschaftlich genutzt, 2,4 % waren Wald oder Gehölze. Mehr als die Hälfte sind durch Gewerbe-, Siedlungs- und Verkehrsflächen belegt. Im Jahr 2005 gab es nur noch drei landwirtschaftliche Betriebe. Die meisten Bewohner des Ortes arbeiten in den Werken der angrenzenden Industrie.

### Windmühlen
In der Gemarkung von Immendorf sind drei Windmühlen überliefert.
Nördlich von Immendorf lag auf einer kleinen Anhöhe die Fröchtlingsche Mühle, eine Bockwindmühle. Der Name der Mühle leitete sich von der letzten Besitzerfamilie ab. Ein Müller wurde hier schon um 1530 genannt. Das Wohnhaus des Müllers lag etwas abseits, seit 1600 war dies auch der Sitz der Försterei. Im Zuge des Aufbaus der Reichswerke wurde der Müller 1937 enteignet und der Mühlenbetrieb eingestellt. Das Mühlengebäude wurde im kalten Nachkriegswinter 1946/47 von den Bewohnern der umliegenden Lager abgerissen und als Brennholz genutzt.
Etwas nördlich der Fröchtlingsche Mühle stand eine Holländerwindmühle. Diese Mühle war 1843 als Lohmühle (eine Mühle zur Zerkleinerung von pflanzlichen Gerbmitteln für die Herstellung von Leder) in Eisenbüttel gebaut worden und wurde 1855 nach Immendorf umgesetzt, der Hof des Müllers stand in Leinde. Die Mühle brannte 1928 ab und wurde nicht wieder aufgebaut.
Die jüngste Windmühle, die Niehoffsche Mühle, ebenfalls eine Bockwindmühle, stand an der Straße nach Watenstedt, sie war zwischen 1807 und 1813 (Franzosenzeit) gebaut worden. Es handelte sich um eine Getreidemühle mit zwei Mahlgängen, von denen aber immer nur einer betrieben werden durfte. Die Mühle wurde 1909 abgebrochen.

### Zuckerfabrik
Als eine Folge der 1848 abgeschlossenen Flurbereinigung war auch der Anbau von Zuckerrüben rentabel geworden. Die erste Zuckerrübenfabrik auf dem Gebiet des heutigen Salzgitter war 1849 in Üfingen gegründet worden. Die Zuckerrübenfabrik im benachbarten Barum wurde 1857 und die von Immendorf 1871 in Betrieb genommen. Die Immendorfer Fabrik lag verkehrsgünstig an der alten Heerstraße nach Braunschweig und an der ab 1886 betriebenen Bahnlinie der Braunschweigischen Landesbahn. Um 1900 war die Rübenanbaufläche etwa 610 ha groß, auf dieser wurden 211.000 dz Rüben geerntet. Vor dem Ersten Weltkrieg wurden 172.000 dz Zuckerrüben verarbeitet, 1938 waren es 143.670 dz. Als im Zuge des Aufbaus der Hermann Göring Werke die Hälfte der Anbaufläche abgegeben werden musste, wurde die Zuckerrübenfabrik 1940 geschlossen, die Rüben wurden von nun an im benachbarten Barum verarbeitet. Im Gebäude wurde eine Lehrlingswerkstatt für die benachbarte Hütte eingerichtet. Diese wurde am 2. November 1944 durch einen Bombenangriff zerstört, dabei wurde 47 jugendliche Lehrlinge getötet.

### Arbeits- und Wohnlager

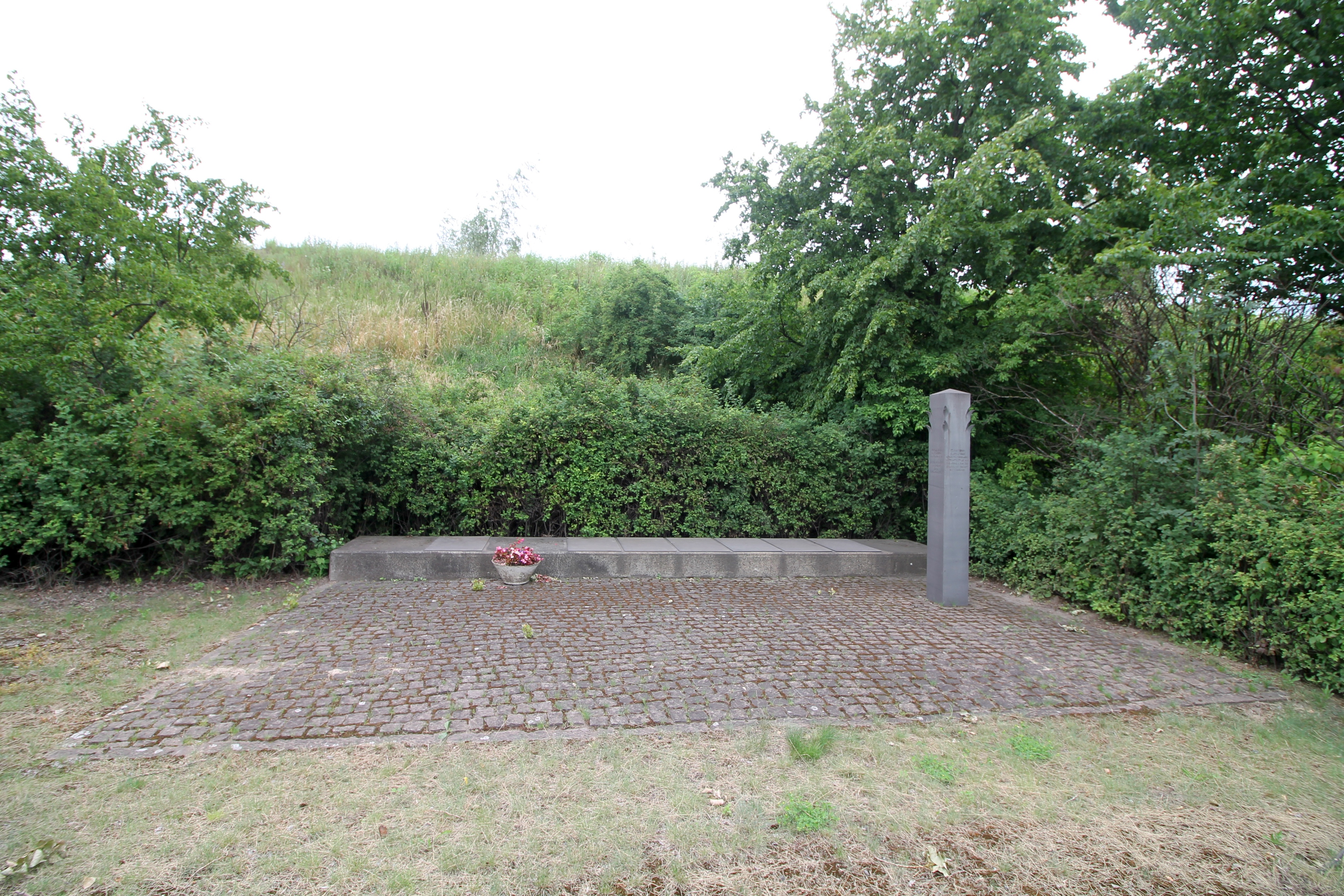
Gedenkstätte an der B 248

Auf der Gemarkung von Immendorf entstand im Frühjahr 1941 südlich des Ortes und westlich von Leinde an der heutigen B 248 ein großer Lagerkomplex. Dieser gehörte zu den Stahlwerken Braunschweig, die einzelnen Abschnitte wurden als Lager H–M bezeichnet. Lager H und M bestanden aus jeweils zwölf Baracken, die Lager I, K und L aus jeweils zehn. Zwischen Mai und Oktober 1944 wurden vier der Lager zum KZ-Außenlager Watenstedt/Leinde umfunktioniert, das Lager L wurde zur Unterbringung von Kriegsgefangenen genutzt. Ende 1944 waren im KZ 2000 männliche und 800 weibliche Gefangene untergebracht. Am 7. April 1945 wurde das KZ-Außenlager vor dem Einmarsch der Amerikaner nach Salzgitter von der SS „geräumt“. Eine Gedenkstätte für die Opfer des KZ-Außenlagers befindet sich an der B 248 ungefähr gegenüber der ehemaligen Ortszufahrt nach Leinde.
Zwischen Watenstedt und Immendorf war 1939 mit den Lagern 6, 9, 11, 22, 23, 31, 36 und 46 (erst Mitte 1943 fertiggestellt) ein großer Lagerkomplex entstanden, in dem überwiegend Arbeiter des nahen Hüttenwerkes untergebracht wurden. Nach Kriegsende ordnete die britische Militärregierung im November 1945 an, in diesen Lagern das Flüchtlingslager Immendorf einzurichten. Ein Teil der Lager wurde Anfang 1946 an die Nothilfe- und Wiederaufbauverwaltung der Vereinten Nationen (UNRRA) als Wohnlager für Flüchtlinge und DPs übergeben. Die Lager 22, 23 und Teile von 46 wurden ab November 1945 zur Unterbringung von Flüchtlingen genutzt, ab April 1946 wurden diese zum zentralen Durchgangslager für alle ankommenden Flüchtlinge, die im Land Braunschweig verbleiben sollten. Insgesamt wurden hier etwa 120.000 Menschen durchgeschleust, maximal lebten hier gleichzeitig bis zu 5200 Menschen auf engstem Raum. Ab Sommer 1947 endete der große Flüchtlingsstrom, da aber die Weiterverteilung infolge fehlenden Wohnraums stockte, nahm die Belegung nur langsam ab. Das Durchgangslager wurde 1952 aufgelöst, die letzten Baracken 1962 abgerissen.
Ebenfalls westlich von Immendorf lag das Lager 39, das im Frühjahr 1942 als Frauenlager eingerichtet worden war. Diese Frauen arbeiteten anfangs größtenteils in den landwirtschaftlichen Betrieben der Güterverwaltung. Ab 1943 wurden sie vermehrt in der Industrieproduktion eingesetzt. Nach Kriegsende wurde das Lager nicht mehr genutzt.

### Schule
In Berichten aus den Jahren 1569 und 1716 wird eine erste Schule auf dem Brinksitzerhof Ass.-Nr. 1 erwähnt. Im Jahr 1770 wird berichtet, die Schule sei zum Haus Ass.-Nr. 2 verlegt worden, zu dem auch das Wohnhaus des Lehrers gehörte. Das Klassenzimmer hatte eine Fläche von 12 m² und bot zehn bis zwölf Kindern Platz. 1801 wurde ein weiterer kleiner Klassenraum bereitgestellt. Ab 1855 errichtete die Gemeinde auf dem Grundstück Ass.-Nr. 4 ein neues Schulhaus, das etwa 35 Schüler aufnehmen konnte. 1868 besuchten 14 Mädchen und 15 Jungen die Schule. 1894 erhielt die Schule ein größeres Klassenzimmer, da diese inzwischen 73 Schulkinder hatte, die abwechselnd vormittags/nachmittags unterrichtet wurden. Die Immendorfer Schule wurde 1966 geschlossen und der Unterricht an die Schule in Watenstedt verlegt. Bis Ende der 1990er Jahre war in einem Nebengebäude die städtische Verwaltungsstelle eingerichtet. Die Freiwillige Feuerwehr nutzt seit 1989 einige Räume der ehemaligen Schule, hier ist auch der Dorfgemeinschaftsraum untergebracht.

### Bevölkerungsentwicklung
Einwohnerzahlen für Immendorf liegen seit 1616 vor, damals hatte der Ort 94 Einwohner. Für 1672 wurden 111 Bewohner gemeldet, 1741 waren es 104 Einwohner, die in 20 Höfen lebten und 1798 war die Einwohnerzahl auf 203 angestiegen. Nach dem Zweiten Weltkrieg stieg die Zahl, bedingt durch die Flüchtlingsströme, bis auf 753 (im Jahr 1953) an. Seit Mitte der 1990er Jahre liegt die Zahl wieder unter 500.
| Jahr | Einwohner |
| ---- | --------- |
| 1821 | 241       |
| 1848 | 221       |
| 1871 | 223       |
| 1910 | 405       |
| 1925 | 384       |
| 1933 | 362       |
| 1939 | 411       |
| 1946 | 654       |
| 1950 | 689       |

| Jahr | Einwohner |
| ---- | --------- |
| 1953 | 725       |
| 1960 | 563       |
| 1970 | 672       |
| 1980 | 493       |
| 1990 | 547       |
| 2000 | 496       |
| 2006 | 460       |
| 2010 | 442       |
| 2012 | 427       |

| Jahr | Einwohner |
| ---- | --------- |
| 2014 | 404       |
| 2016 | 411       |
| 2018 | 418       |
| 2019 | 410       |
| 2020 | 405       |
| 2021 | 401       |
| 2022 | 406       |
| 2023 | 394       |
| 2024 | 431       |

## Kirche

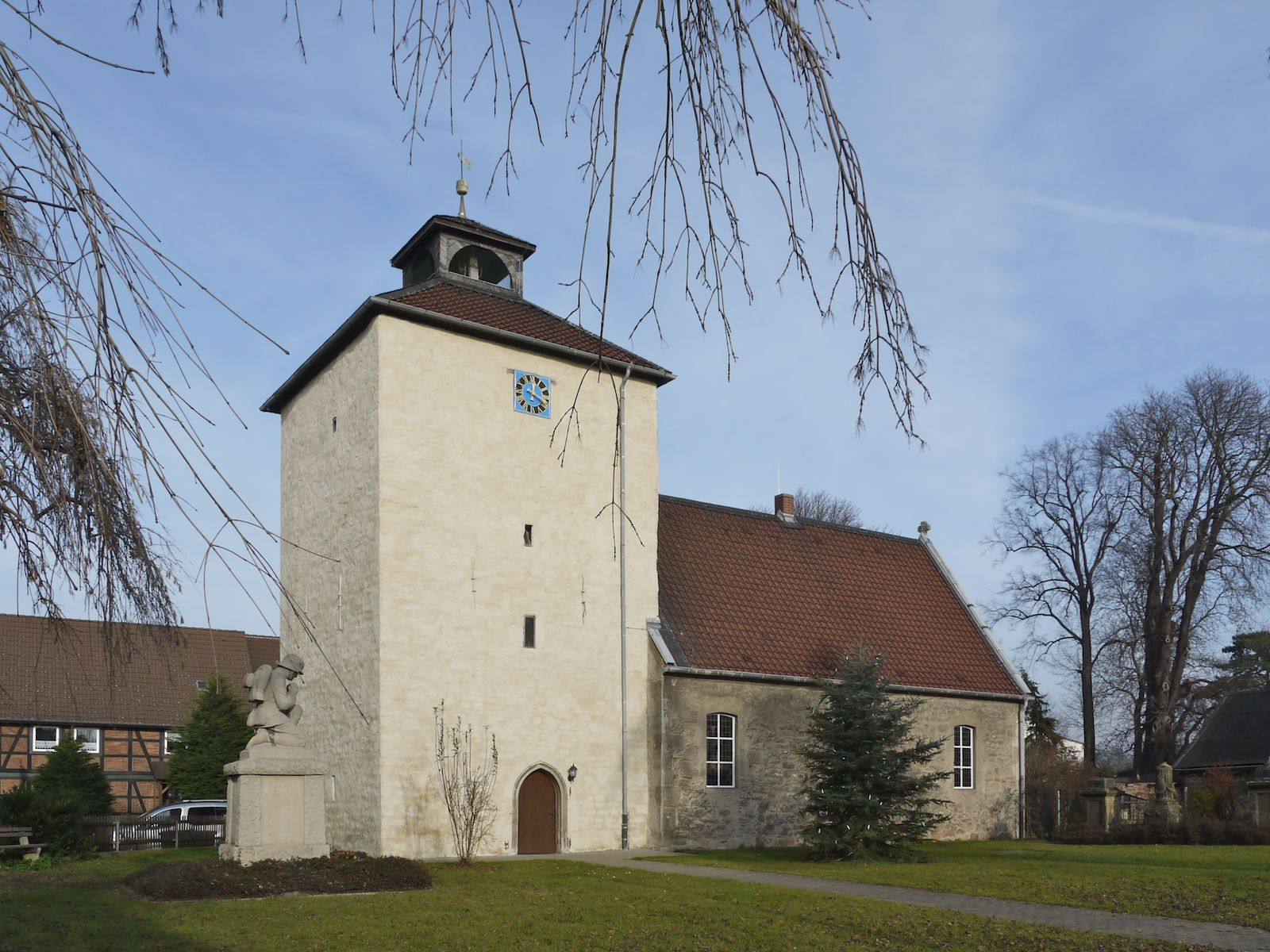
St.-Johannes-Kirche

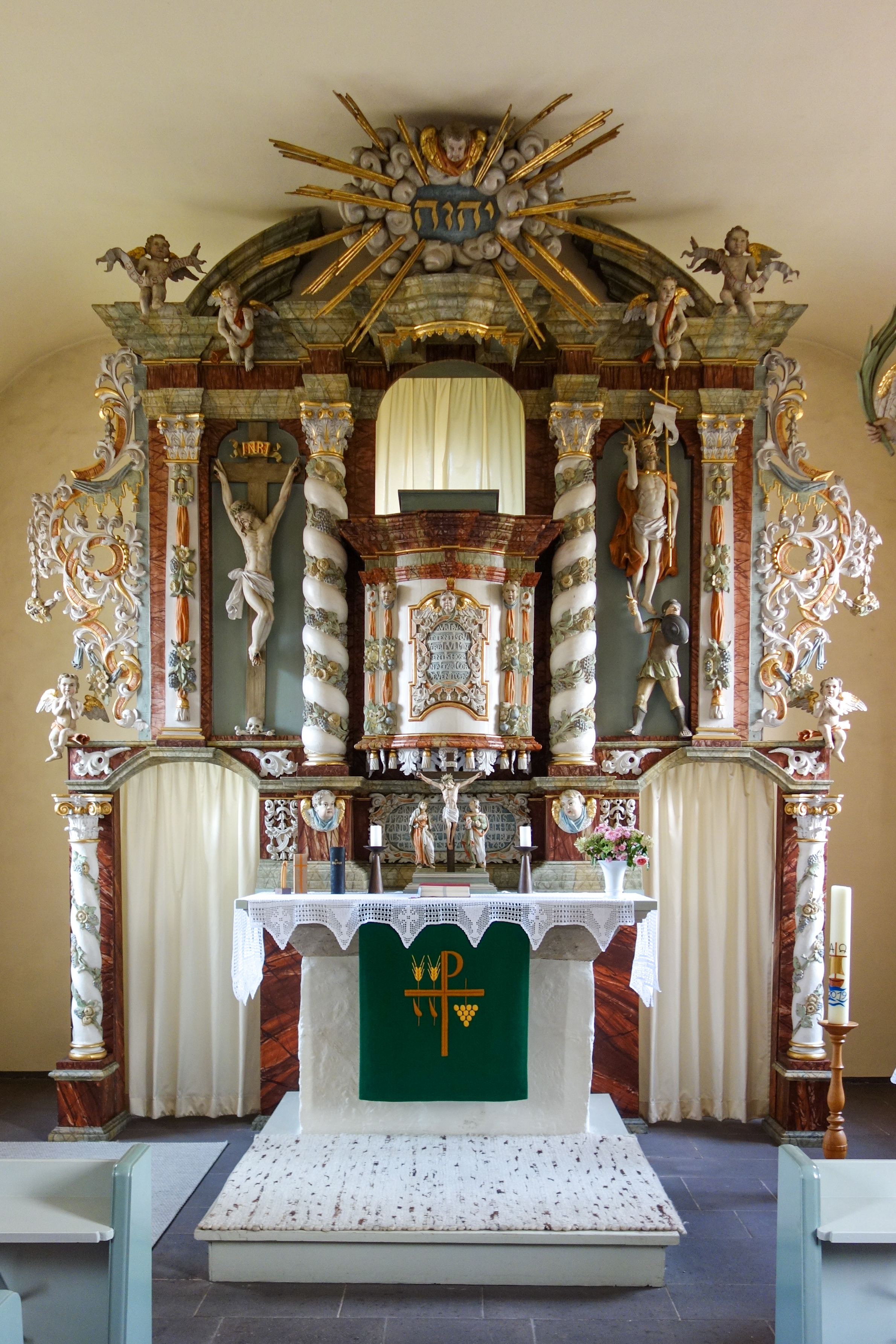
Altar der St.-Johannes-Kirche

Das Kirchengebäude wurde erstmals in einem Kirchenverzeichnis von 1570 erwähnt. Um diese Zeit muss die Kirche schon gestanden haben, es heißt dort aber, das Alter der Kirche sei nicht bekannt. Der Turm, wahrscheinlich anfangs als Wehrturm genutzt, ist mit Sicherheit älter, man nimmt an, dass er um 1100 erbaut wurde. Die einzige Glocke des Turmes wurde 1707 durch den Braunschweiger Glockengießer Christian Ludewig Meyer gegossen. Sie musste in den Weltkriegen nicht abgegeben werden und wird heute noch benutzt. Die erste Kirchturmuhr wurde 1883 der Gemeinde geschenkt, diese wurde 1936 durch eine neue Uhr der Firma Weule aus Bockenem ersetzt.
Der Eingang zur Kirche liegt an der Südseite des Turmes. An der gegenüberliegenden Wand des Turmes wurde 1961 eine Gedenkstelle für die in den beiden Weltkriegen Gefallenen eingeweiht. Vor der Kirche steht ein Ehrenmal für die Gefallenen, das einen betenden Soldaten zeigt.
Der gemauerte Altar ist von einer Steinplatte abgeschlossen. In diese ist eine Vertiefung eingemeißelt, die einst zur Aufnahme einer Reliquie diente, die Altarplatte stammt also noch aus der Zeit vor der Reformation. Die barocke und reichverzierte Altarwand wurde der Kirche 1740 anlässlich des Umbaus von Albrecht und Andreas Wilhelm Niehoff geschenkt. Rechts vom Altar steht der Taufstein, über diesem hängt ein hölzerner Taufengel aus dem Jahr 1783.
Die erste Orgel erhielt die Kirche 1839, sie war ein Geschenk des Posthalters Niehoff und war vom Orgelbauer Friedrich Ernst Lindrum aus Goslar gefertigt worden. Bei den Voruntersuchungen für die große Renovierung der Kirche 1963/65 wurde festgestellt, dass die Orgel nicht mehr zu reparieren sei, man entschloss sich daher zum Kauf einer neuen Orgel. Diese neue Orgel wurde am 20. September 1968 geweiht, sie umfasst vier Register mit insgesamt 336 Pfeifen.
Seit spätestens 1318 hatte die Familie von Dorstadt das Patronat über die Kirche. Mit Einführung der Reformation im Jahre 1568 durch Herzog Julius fiel dieses an die Herzöge von Braunschweig-Wolfenbüttel, die Gemeinde gehörte seitdem zur Spezialsuperintendentur Barum. Die Gemeinde bildet seit 2019 mit den umliegenden Gemeinden den Pfarrverband „Salzgitters Norden“ und gehört zur Propstei Salzgitter-Lebenstedt. Seit 1965 trägt die Immendorfer Kirche den Namen „St.-Johannes-Kirche“.

## Politik

### Wappen
Im Mittelalter waren die Herren von Dorstadt bestimmend für den Ort und besaßen einen großen Teil des Dorfes. Dorstadt – heute eine Gemeinde im Landkreis Wolfenbüttel – führt in seinem Wappen einen blau-silber geschachteten Schrägbalken auf rotem Grund, der – hier waagerecht – im Schildfuß übernommen wurde. Der Balken steht auch als Symbol für einen Schlagbaum, denn schon im 16. Jahrhundert gab es im Ort eine Zollstation.
Das goldene Posthorn erinnert an die Zeit ab 1791, als es in Immendorf eine Poststation gab, die für das Umland von großer Bedeutung war.
Das Wappen wurde am 7. Juli 2003 von einem Dorfausschuss einstimmig als Ortswappen angenommen.

## Wirtschaft und Infrastruktur
Im Juni 1791 wurde die Poststation, die bis dahin in Barum war, nach Immendorf verlegt. Hier konnte man auch die Pferde wechseln. Die Poststation wurde 1860 aufgelöst. Von 1885 wurde bis 1933 in Immendorf eine Postagentur betrieben. Diese wurde 1938 als Zweigpostamt wiedereröffnet. Ende 1997 wurde die Poststelle geschlossen.
Zur Entwicklung des Postwesens in Immendorf siehe: Postroute Wolfenbüttel–Harzburg.

### Unternehmen
Im Westen grenzt der Industriepark Watenstedt-Ost an die Ortschaft, in dem u. a. das im Jahr 2000 fertiggestellte IKEA-Zentrallager liegt. Nordwestlich liegt das Flachstahlwerk der Salzgitter AG. Südwestlich liegen das Werk der MAN Nutzfahrzeuge AG Salzgitter (MAN, vormals Büssing) und das Werk des Schienenfahrzeugherstellers Alstom/LHB (Alstom Transport Deutschland, vormals Linke-Hofmann-Busch (LHB)). Im Süden liegt das Gelände der Erich Friedrich Hüttenservice und Schlackenverwertung GmbH. Im Dorf haben sich wegen der günstigen Verkehrslage einige Handwerks- und Industriebetriebe angesiedelt.

### Verkehr
Die Bahnstrecke Braunschweig Nord–Lichtenberg–Derneburg wurde 1886 eröffnet, im Jahr darauf wurde der Immendorfer Bahnhof eingeweiht. Der Verlauf der Bahnlinie zwischen Drütte und Lichtenberg wurde 1953/54 als Bahnstrecke Salzgitter-Drütte–Derneburg neu trassiert, der Immendorfer Bahnhof wurde aufgehoben und durch einen Haltepunkt ersetzt. Seit 1984 findet nur noch zwischen Braunschweig und Salzgitter-Lebenstedt Personenverkehr statt.
Durch Immendorf verläuft die von Seesen nach Braunschweig führende B 248, am südlichen Ortsrand kreuzt diese die von Lebenstedt nach Wolfenbüttel führende Kreisstraße 30 / Landesstraße 495 (östliche Verlängerung der Industriestraße Mitte). Hier kreuzen sich auch die Buslinien von Salzgitter-Bad nach Braunschweig und von Salzgitter-Lebenstedt nach Wolfenbüttel.